# キュレネのアレテ
キュレネのアレテ（ギリシャ語：Αρετή Κυρηνεία, 英語：Arete of Cyrene or Arate of Cyrene, 全盛：紀元前5世紀後期 - 紀元前4世紀初期）は、ギリシャの哲学者。ソクラテスの弟子だったアリスティッポスの娘。
アレテはキュレネ派の長だった父親の後継者と言われることがあるが、キュレネ派を興したのが父親のアリスティッポスだったのか、アレテの子のアリスティッポス（Aristippus the Younger）だったのかさえもわかっていない。学者の中にはアレテが哲学者だったことを疑問視する者もいるが、息子のアリスティッポスのあだ名がμητροδίδακτος（母親に教えられた人）であったり、何人かの歴史家たちがアレテがアッティカで自然哲学・道徳哲学の両方を教えていたと言っている事実がある。アレテは40冊の本を書いたと言われるが、断片も、その内容を記述したものも残っていない。